# Tetonius
Genre
Tetonius est un genre éteint de primates de la famille des Omomyidae, qui était commun à l'Éocène inférieur (Yprésien), soit il y a environ entre 56,0 et 47,8 millions d'années aux États-Unis où ils ont été découverts au Wyoming et au Colorado.

## Étymologie
Beaucoup d'omomyidés d'Amérique du Nord sont nommés d'après les différents types de barrières géographiques (montagnes, rivières, etc.) qui sont probablement responsables de leur diversité. Le genre Tetonius rappelle ainsi la chaîne de montagnes du Grand Teton qui domine l'horizon du Wyoming.

## Description

### Morphologie crânienne
La caractéristique la plus frappante du crâne de Tetonius est la taille de ses orbites. Par rapport à la longueur du crâne, elles sont largement supérieures à celles des primates diurnes actuels. Elles ressemblent à cet égard à celles de petits primates nocturnes tels que les galagos, ce qui pourrait signifier que Tetonius était également principalement actif la nuit.

## Liste d'espèces
Selon Paleobiology Database (19 novembre 2014) :
- † Pseudotetonius ambiguus ;
- † Tetonius homunculus ;
- † Tetonius matthewi ;
- † Tetonius mckennai.